# Kubbhus

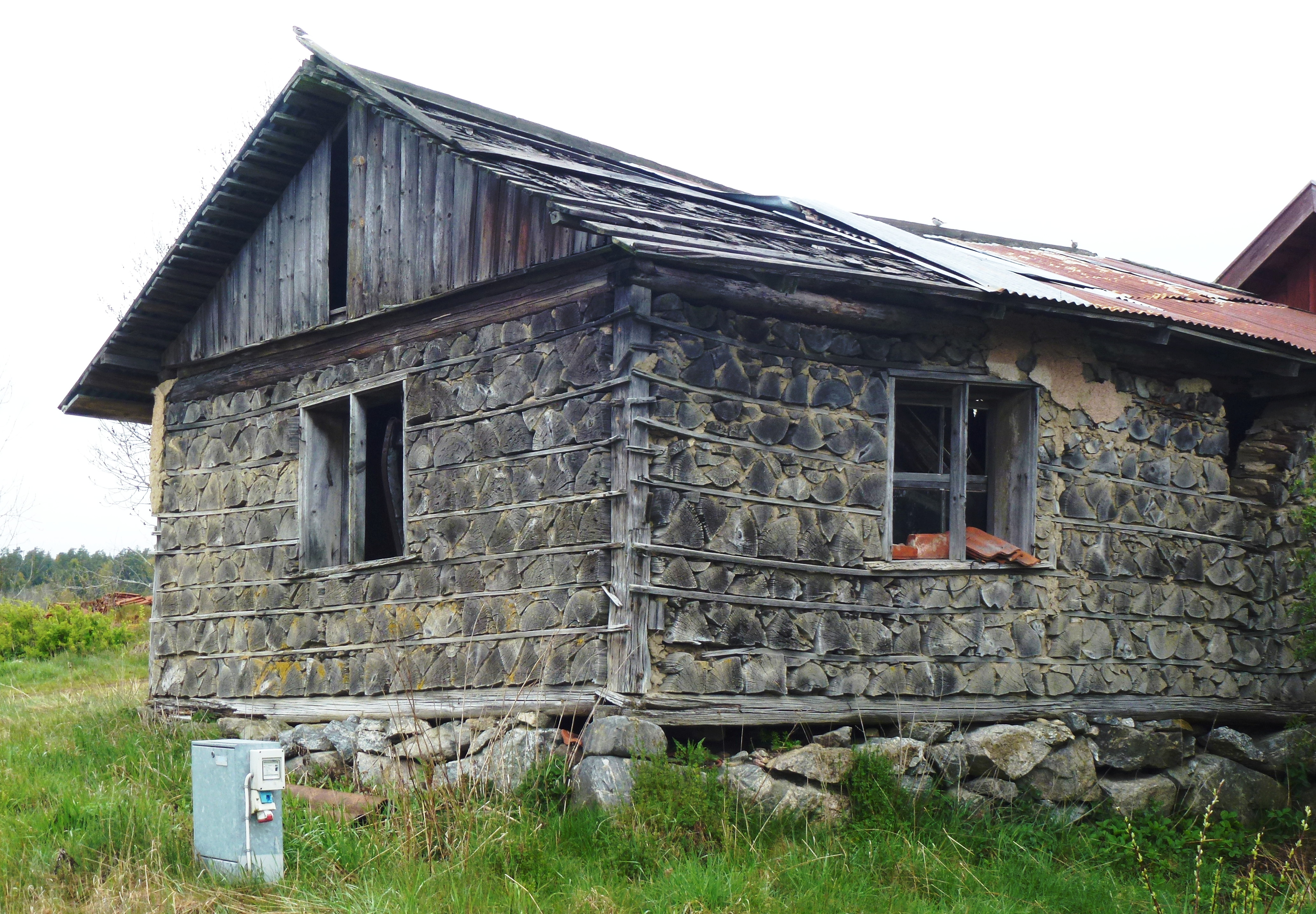
Åvinge gårds kubbhus från sent 1800-tal.

Kubbhus (även vedhus eller kubbstuga) är en byggnad med väggar tillverkade av sågad ved och sammanfogade med bruk. Murbruket kan vara cement eller lera. Veden kan vara huggen eller ohuggen kubb. För att hålla ner kostnaderna användes ofta sotad ved från brännskadade hus och skogsbränder. Kubb från kådrika granar gav bättre livslängd åt byggnaden. Kubbhusen är idag en sällsynt byggnadstyp både nationellt och lokalt. Tekniken användes både för enkla ekonomibyggnader och för bostadshus.
Kubbhusen är belagda från mitten av 1800-talet och förekommer främst i Nordamerika och Skandinavien. De flesta uppfördes under perioden 1870-1920.

## Två typer

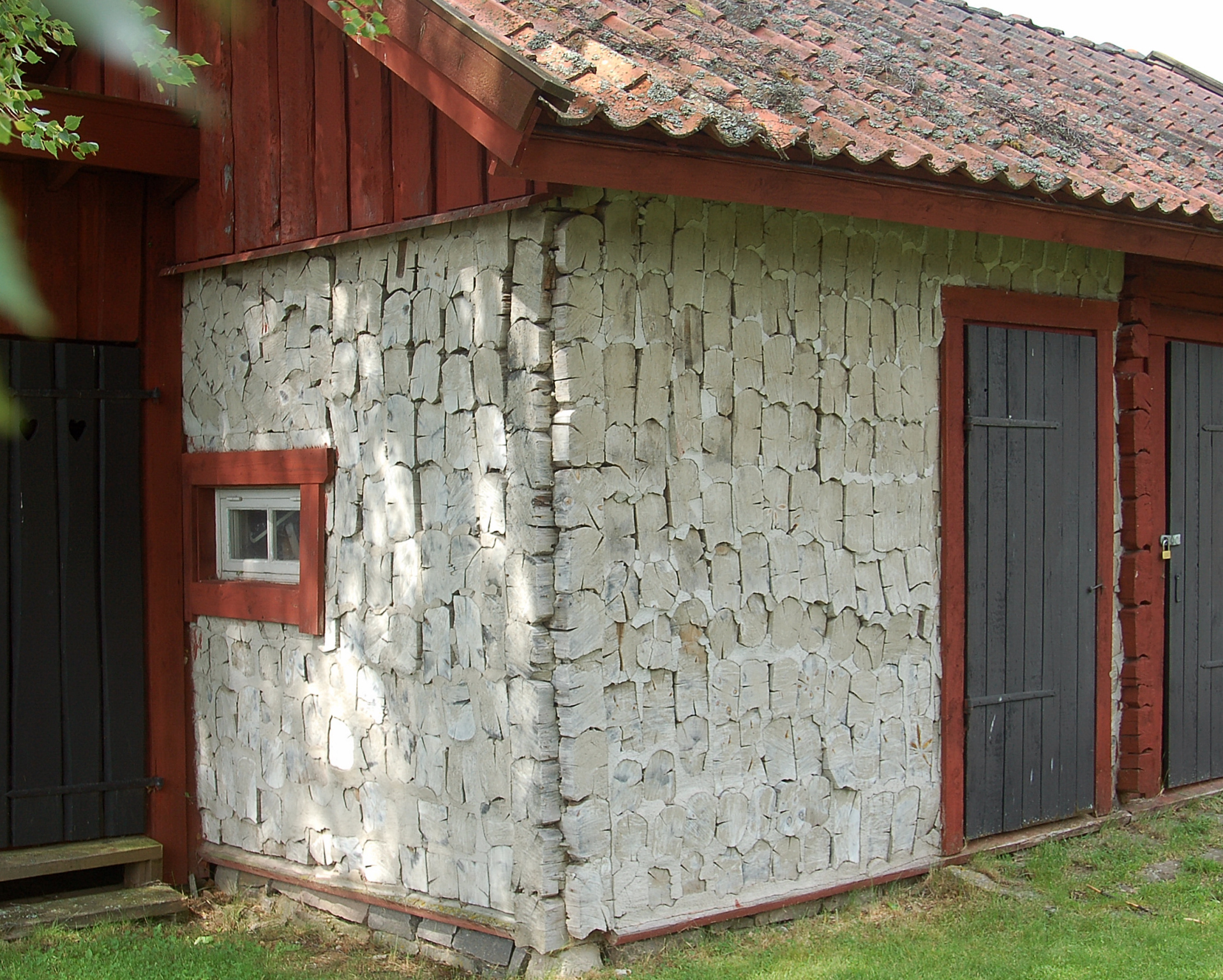
Ett uthus på Hembygdsgården i Ransäter byggt med kubbteknik.

Det finns två varianter av kubbstugor. Den ena har en bärande stomme av trä, liknande ett korsvirkeshus, där utfackningen görs med kubb. I den andra varianten är själva kubben bärande och med hörn lagda i förband eller uppstagat av knutbräder.  Mellan kubbvarven ligger bräder eller plank i bruket som avjämning och viss armering. 

## Förekomsten
Det finns sammanlagt ett 70-tal kända kubbhus i Sverige, av dem ligger knappt 30 i Stockholms län.
Kubbhus förekommer i Sverige  huvudsakligen i fyra områden: 
- Stockholmsregionen inklusive Sörmland
- Värmland
- Bohuslän
- utmed Norrlandskusten